# Myalila typica
Myalila typica är en fjärilsart som beskrevs av Embrik Strand 1909. Myalila typica ingår i släktet Myalila och familjen nattflyn. Inga underarter finns listade i Catalogue of Life.